# Nam Tử, Cao Hùng
Nam Tử (tiếng Trung: 楠梓區; bính âm: Nánzĭ Qū) là một khu (quận) của thành phố Cao Hùng, Trung Hoa Dân Quốc (Đài Loan). Quận nằm ở phía bắc của khu vực trung tâm thành phố và có khu công nghệp Nam Tử cùng một số trường đại học trên địa bàn như Đại học Quốc lập Cao Hùng. Quận có diện tích 25,8276 km², dân số vào tháng 8 năm 2011 là 173.477 người thuộc 62.414 hộ gia đình, mật độ dân cư đạt 6716,7 người/km².